# Alan Maratowitsch Gatagow
Alan Maratowitsch Gatagow (russisch Алан Маратович Гатагов; * 23. Januar 1991 in Wladikawkas, Russische SFSR) ist ein ehemaliger russischer Fußballspieler auf der Position eines Mittelfeldspielers.

## Karriere
Alan Gatagow begann seine Karriere in der zweiten Mannschaft des russischen Vereins Lokomotive Moskau und spielte ab 2009 für die erste Mannschaft. Insgesamt absolvierte er in diesen zwei Jahren 48 Einsätze für Moskau und erzielte dabei vier Treffer. 2011 wechselte er zum Stadtrivalen FK Dynamo Moskau, wo er bis 2014 verblieb und in dieser Zeit zwei Mal, 2012 an Tom Tomsk sowie 2013 an Anschi Machatschkala, ausgeliehen wurde. Im Frühjahr 2015 wurde er von Irtysch Pawlodar aus der kasachischen Premjer-Liga verpflichtet. Bereits im Juli 2015 wechselte Gatagow erneut, dieses Mal zum Ligarivalen FK Taras. Auch hier blieb er nur wenige Monate; ab dem Frühjahr 2016 spielte er für den estnischen Erstligisten FC Levadia Tallinn, wo er ebenfalls nur knapp ein Jahr blieb, bevor er seine Karriere beendete.

## Familie
Sein Bruder Soslan Gatagow (* 1992) ist ebenfalls Fußballspieler.